# Bronspiegel-Zelnick-Syndrom
Das Bronspiegel-Zelnick-Syndrom, Synonym: Aplasia cutis congenita, autosomal-rezessive (ACC) ist eine sehr seltene angeborene Erkrankung mit einer Kombination von Aplasia cutis congenita und intestinaler Lymphangiektasie.
Die Bezeichnung bezieht sich auf die Erstautoren der Erstbeschreibung aus dem Jahre 1985 durch die Ärzte N. Bronspiegel und N. Zelnick und Mitarbeiter.

## Verbreitung
Die Häufigkeit wird mit unter 1 zu 1.000.000 angegeben, die Vererbung erfolgt autosomal-rezessiv. Das Syndrom wurde bislang bei zwei Patienten beschrieben, die Ursache ist nicht bekannt.

## Klinische Erscheinungen
Klinische Kriterien sind:
- Hautdefekt, meist am Scheitel
- zunehmende Ödeme
- Hypoproteinämie und Lymphopenie

## Diagnose
Die Diagnose ergibt sich durch die klinischen Befunde an der Haut sowie den Nachweis der Lymphangiektasie, siehe dort.